# Ovčí vrch (České středohoří)
Ovčí vrch, dříve též Kaňkov, je výrazný vrch v Českém středohoří. Nachází se asi jeden kilometr severně od obce Želenice v okrese Most na pomezí katastrálních území Želenic (okres Most) a Kaňkova (okres Teplice). Jeho vrchol leží ve výšce 437 m n. m. v katastrálním území Kaňkov.

## Název
Vrch v minulosti nesl více názvů. Od začátku 80. let do konce 10. let 21. století se dle státních map nazýval Kaňkov. Vrch se dále nazýval Pastýřský či Kyselecký.

## Popis

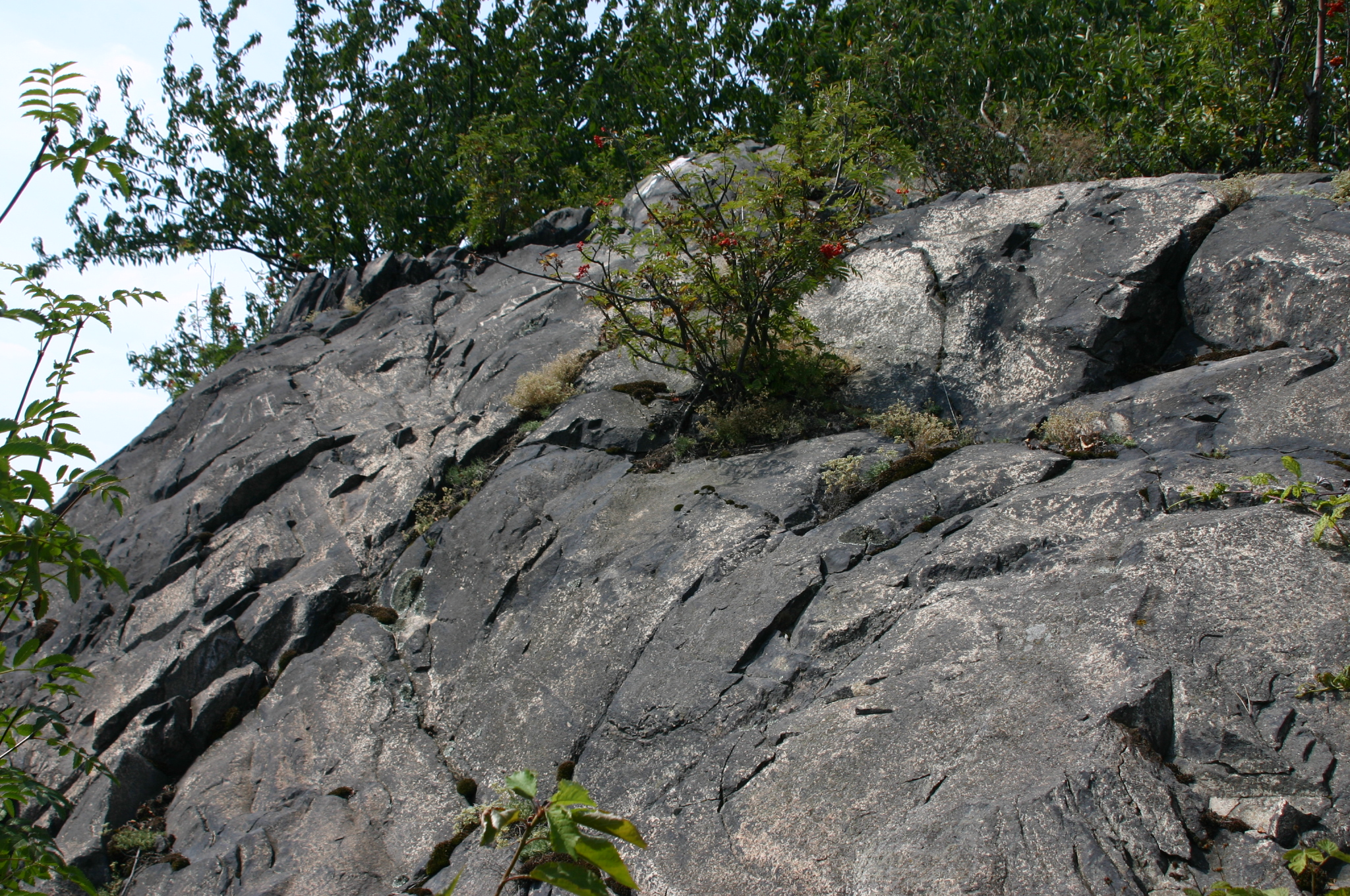
Bezlesá jižní část vrcholku

Ze severu kopec ohraničuje komunikace spojující obec Braňany s městem Bílinou, za silnicí je již krajina poznamenaná důlní těžbou. Na východním úpatí vrchu leží stejnojmenná osada. Od jihu se Ovčí vrch pozvolna zvedá od Želenic a řeky Bíliny, na západě se nachází obec Braňany. Vrchol je vhodným vycházkovým cílem lázeňských hostů z blízké Bíliny.
Vrch je významným bodem geomorfologického okrsku Bořeňské středohoří. Má tvar nesouměrného znělcového hřbetu protaženého ve směru východ–západ, na jižní straně výrazně skalnatého.
Ovčí vrch je zdrojem přírodního léčivého zdroje Bílinská kyselka. Tato alkalická kyselka byla od 17. století jímána na východním svahu do mělkých studní, v průběhu dvacátého století se postupně přistoupilo k jímání pomocí hloubkových vrtů.

## Hradiště
V zimě roku 2020 objevili archeologové z Regionálního muzea v Teplicích na Ovčím vrchu dosud neznámé hradiště. Výsledky průzkumu, který proběhl v letech 2023–2024, naznačily, že se na této lokalitě v průběhu pravěku vystřídalo v různých časových obdobích hned několik kultur. Hradiště pravděpodobně vzniklo v období knovízské kultury z mladší doby bronzové, další stopy pak svědčí také o osídlení ve starší a střední době hradištní (roky 650–950).

## Přístup a výhled
Na vrchol vede odbočka z červeně značené turistické stezky z Bíliny do Braňan. Ze skalnatého vrcholu, jehož malá část není porostlá lesem, je rozhled především jihovýchodně na Bořeň a jižně na protilehlý Želenický vrch a Zlatník spolu s obcí Želenice. Severovýchodní výhled na vrch Mnichovec (též zvaný Mnišský les) a osadu Kaňkov ani obec Braňany neumožňují vzrostlé stromy.